# Silva Carbonaria

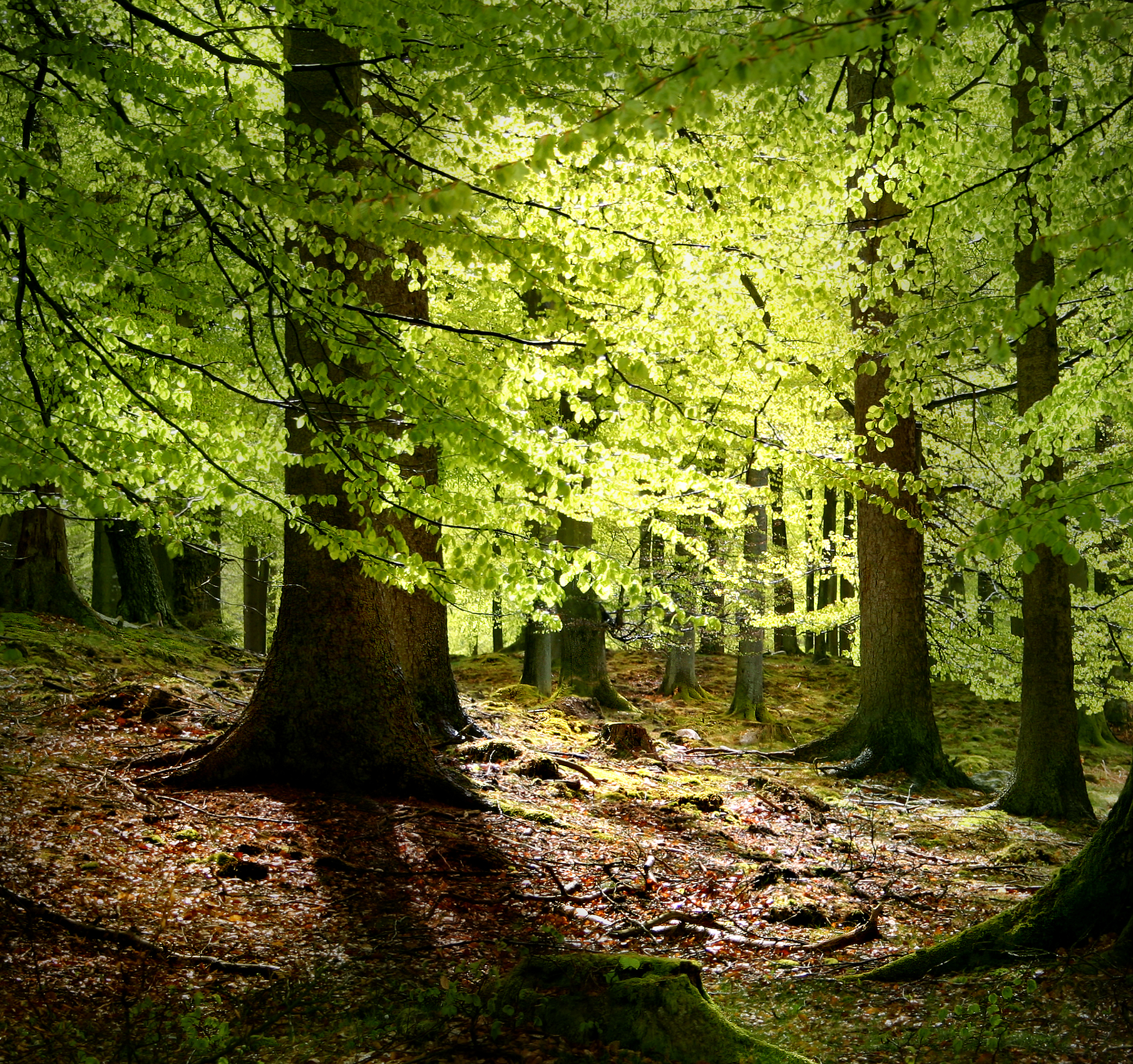
Anche l'attuale foresta primaria di faggi (qui Grib Skov, Nordsjælland, Danimarca) è più accessibile di quando lo fosse una volta la Silva Carbonaria

La Silva Carbonaria, "foresta del carbone", era una fitta foresta primaria di faggi e querce che formavano un confine naturale durante la tarda età del ferro, poi nel periodo romano e nell'Alto Medioevo, attraverso ciò che oggi è il Belgio. La foresta naturalmente si diradava in aperte estensioni di terreno sabbioso a nord e formava una barriera impraticabile nei terreni più duri nella parte meridionale. Ancora più a sud, le più alte sommità e le più profonde vallate fluviali erano coperte dalla non meno impenetrabile antica Arduenna Silva, le Ardenne profondamente intricate, che sono ancora oggi coltivate a foreste. La Silva Carbonaria era una vasta foresta che si estendeva dalla Senna e la Dyle a nord, fino alla Sambre a sud. Ad oriente la Silva Carbonaria si allungava fino al Reno, dove vicino a Colonia nel 388 d.C. il magistri militum praesentalis Nannienus e Quintinus contrattaccò un'incursione dei Franchi attraverso il Reno nella Silva Carbonaria. Le sue lande desolate settentrionali giungevano fino all'allora paludoso sito nell'attuale zona di Bruxelles.
Quando si stabilirono sulla riva sinistra del Reno nel quarto secolo, i Franchi Sali rapidamente occuparono gli aperti territori pianeggianti con le loro paludi costiere, e i gruppi tribali che i romani chiamavano Belgae si allontanarono verso il sud boscoso; là i Celti romanizzati — i "Wala" o "stranieri" ai germanici Franchi — continuarono a parlare un latino volgare: la loro denominazione Wala sopravvive nel termine Walloon. Nel passato la divisione linguistica romanza-germanica che segnò il Belgio fino ai nostri giorni è stata forse collegata troppo facilmente a questi parametri geografici.
Una grande strada romana formante un "asse strategico" collegava il Reno percorrendo Colonia e Maastricht, attraversando la Maas, testa di navigazione. Costeggiando i limiti settentrionali della Silva Carbonaria, passava attraverso Tongeren, Courtrai e Cambrai per giungere fino al mare a Boulogne. La strada maestra era la principale via est – ovest, intercalata in un paesaggio dove le valli fluviali, tributarie della Mosa e la Schelda, si estendevano da sudovest a nordest. Era vitale nell'Alto Medioevo, definita come la chausée Brunehaut, la "Strada di Brunehaut". Come opera pubblica, la sua dimensione diventò inconcepibile nel Medioevo: il cronista Jean d'Outremeuse solennemente racconta nel 1398 che Brunehaut, moglie di Sigeberto I, fece costruire questa grande strada pavimentata nel 526, e che fu completata in una sola notte con l'aiuto del diavolo.

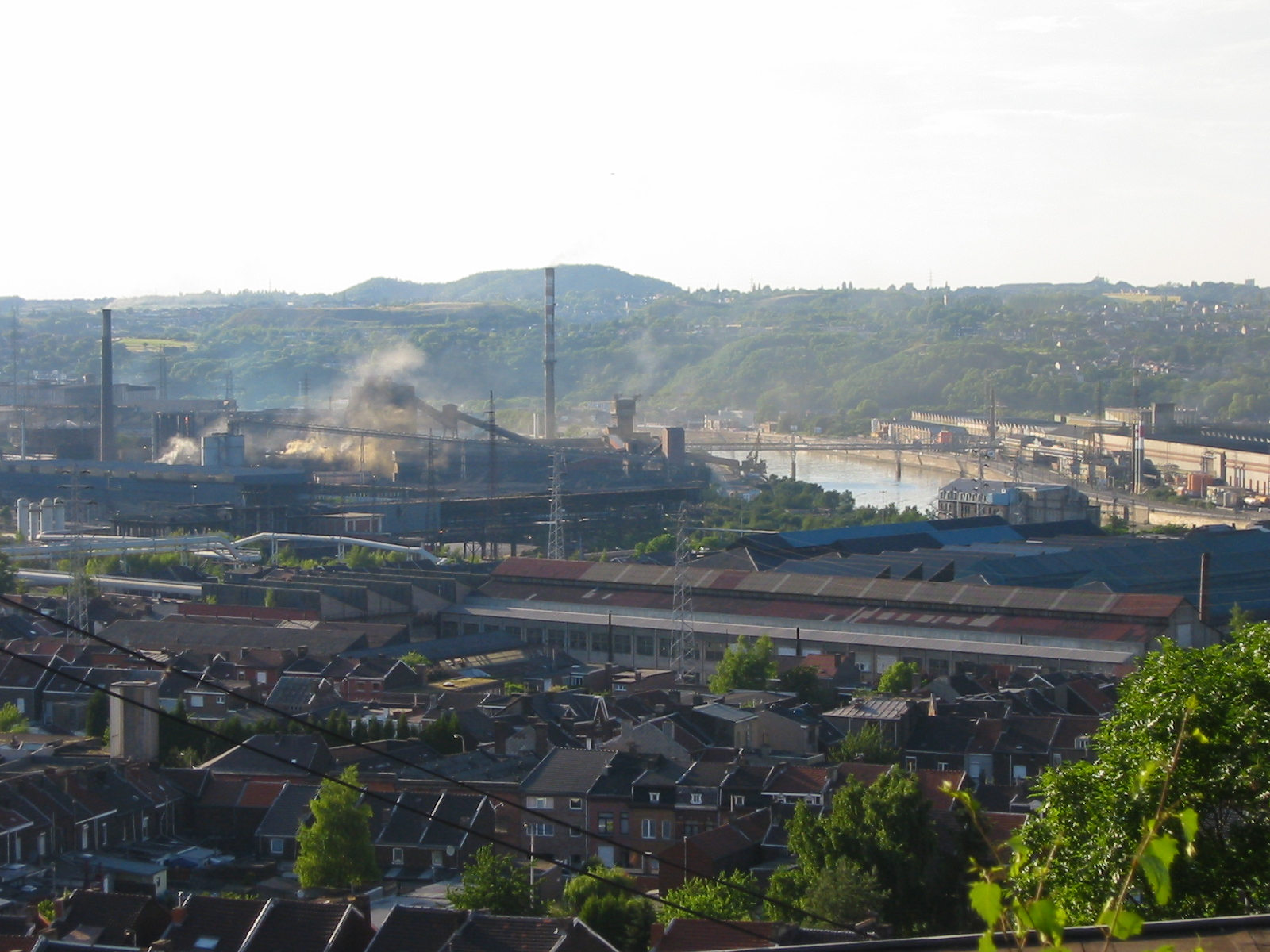
Nel XIX secolo, nelle valli boschive d'altri tempi, i giacimenti di ferro alimentavano il sillon industriel (solco industriale) di Wallonia.

La Silva Carbonaria viene menzionata nella Legge salica dei Franchi, dove è segnato "il confine dei territori occupati dai Franchi". Per un periodo del VI secolo, la Silva Carbonaria formava una barriera tra il Regno Franco Occidentale di Clodoveo e Regno Franco Orientale di Sigiberto lo Zoppo, centrata su Colonia, fino a che questi non venne tempo dopo sconfitto (507), e Clodoveo riuscì a riunire così i due regni, i quali mantennero comunque le loro identità separate durante tutto il governo dei Merovingi.
Le estese regioni dei selvaggi terreni boscosi appartenevano ai monasteri. L'Abbazia benedettina di Lobbes si trova nella Silva Carbonaria e quella di Saint Foillan, nella Foresta di Soignes/Zoniënwoud non lontana da Nivelles.
Il carbone di legna — che diede origine al nome della foresta, dentro la quale una volta sembravano inesauribili i boschi che lentamente poi finirono per essere trasformati — fu richiesto per alimentare i numerosi forni fusori che forgiavano il ferro trovato abbondante negli affioramenti messi a nudo dall'erosione del fiume. Anche prima che i romani arrivassero, le armi di ferro forgiate nella Silva Carbonaria furono barattate dai Belgi ai loro cugini del sudest della Britannia. Nell'Alto Medioevo ulteriori terreni boschivi vennero cancellati. Oggi tutto ciò che rimane della Silva Carbonaria è la Foresta di Soignes/Zoniënwoud, protetta perché è stata sistemata in modo indipendente come una pregiata zona di caccia. All'inizio del XIX secolo l'area rimasta di questa primeva foresta, ancora coperta per circa 100 chiilometri quadrati, a causa del taglio e prelievo di legname da costruzione, è diminuita fino alla sua attuale area protetta di 44,21 km².